# Cornelius Kolig

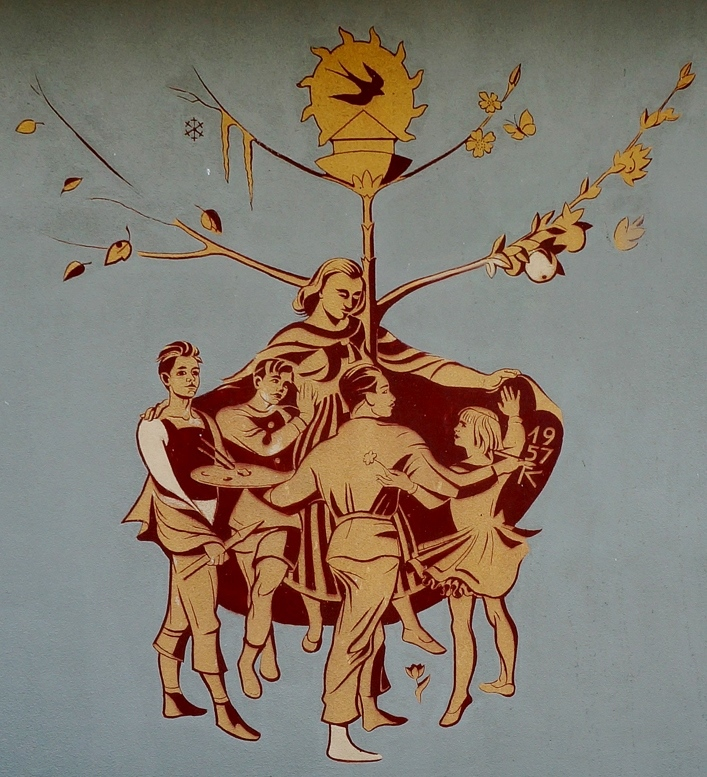

Cornelius Kolig, ur. 7 września 1942 w Vorderbergu, (gm. Sankt Stefan im Gailtal, Karyntia, zm. 7 listopada 2022) — austriacki malarz, rzeźbiarz, twórca instalacji, filmów i kompozytor. Jest wnukiem malarza Antona Koliga.
Artysta pracuje przede wszystkim z użyciem tworzyw sztucznych jak pleksiglas czy poliester, eksperymentuje ze zdjęciami wykonanymi za pomocą promieni Rentgena. Według Koliga głównym celem jego twórczości jest kwestionować i przełamywać kulturowe tabu jak seksualność, świętość i wydalanie.
Cornelius Kolig studiował w latach 1960-65 na Akademii Sztuk Pięknych w Wiedniu u Josefa Dobrowsky'ego i Maxa Weilera. 
Od 1979 roku artysta urządza w rodzinnej posiadłości w Vorderbergu (niedaleko od Nötsch) swój Paradies (Raj), zbiór rozmieszczonych na powierzchni ok. 6000 m² budynków i prac w formie gesamtkunstwerk i wciąż powstające dzieło życia artysty. Koncepcja przedsięwzięcia polega na tym, by dzieła, które Kolig jednocześnie tworzy, magazynuje i wystawia ukazać w kontekście równoważnego samym obiektom procesu ich powstawania oraz kształtowania otaczającej je natury. 
Paradies otrzymał taką nazwę, ponieważ zawiera najistotniejsze i najbliższe artyście prace. Różnicę z ugruntowanym w kulturze wyobrażeniem Raju jako pozaziemskiego miejsca szczęśliwości sam twórca określa jednak jako zasadniczą - jego "raj ziemski" gromadzi również i nieprzyjemne aspekty życia. Założone na owalnym planie "sanktuarium" stanowi schronienie dla jego kontrowersyjnej zwłaszcza po 1998 roku sztuki, a tym samym jej swego rodzaju "świątynię", zaś otaczający posiadłość mur izoluje całą instalację od świata zewnętrznego sugerując, że wewnątrz rozgrywa się coś zupełnie innego niż wokół. Raj Koliga stanowi koncentrację sztuczności, łączy się jednak zarazem z otoczeniem na zasadzie stopniowania naturalności/sztuczności. Poza murem jest "zwykła" cywilizacja zabudowań miejscowości, wszystko zaś otaczają dziewicze góry i "pierwotny las". Patrząc zaś z drugiej strony - od naturalnego lasu przechodzimy do wnętrza całkowicie stworzonego przez człowieka.
Podczas powodzi w 2003 roku Paradies, a także wiele innych jego prac zostało poważnie zniszczonych.
W 1996 artysta stworzył dla archiwum państwowego Karyntii instalację Unvergessen (Niezapomniane).
Zaprojektowany przez niego nowy wystrój tzw. Sali Antona Koliga w siedzibie Landtagu Karyntii stał się w 1998 roku przyczyną ostrych kontrowersji na polu polityki kulturalnej.
W 2006 roku Cornelius Kolig został laureatem Wielkiej Nagrody Kulturalnej Landu Karyntii, którą wręczyć miał mu ówczesny szef tamtejszego rządu Jörg Haider. Haider nazwał Koliga w 1998 roku "artystą fekaliów". Na uroczystości wręczenia nagrody Kolig pojawił się ze szczypcami, by przyjmując ją nie musieć dotknąć Haidera.
Zmarł 7 listopada 2022.